# Коктал (Кербулакский район)
Коктал (каз. Көктал) — село в Кербулакском районе Жетысуской области Казахстана. Входит в состав Коксуского сельского округа. Код КАТО — 194643300.

## Население
В 1999 году население села составляло 475 человек (235 мужчин и 240 женщин). По данным переписи 2009 года, в селе проживали 302 человека (148 мужчин и 154 женщины).